# 内家拳
内家拳（ないかけん）または内家とは、太極拳・形意拳・八卦掌などを指す、中国武術の専門用語である。
これらの武術は道教の聖地のひとつの武当山で、創始されたという伝説もある為に、別名を武当拳（武当派）ともいう。
内家拳と称する拳法は総じて太祖長拳など、その成立年代が明代初頭にまで遡れる歴史の古い拳法や、少林寺に源を発すると称する少林拳各派と比較すると、成立年代は総じて明朝後期から清朝末期と歴史が新しく、古くから存在する門派への対抗上、武当山の道士であった張三丰が創始したとする伝説がある「内家拳」の名を借りて、自らの拳法を他の拳法と区別したのではないかとする説がある。
また、少林寺の僧が練習していた拳法を総称して「少林拳」と言い、僧は出家しているので「外家拳」と呼ばれるが、それと区別するために、僧ではない在家の人々が練習していた拳法を「内家拳」と呼んだとする説もある。
この説では、道教の僧が練習していた拳法である武当拳の分類は今後の研究課題である。
又は張三丰は少林寺にいた頃は禅宗の僧として修行したから「内家」又は「内道」といい、それ以外を「外家」又は「外道」といっており、少林寺から武当派に道教の道士となった頃に、少林寺は「外家」であり、自らの武術を「内家」と呼んだ説もある。この下りは黄宗羲が書き残した墓誌銘「王征南墓志銘」の冒頭にも記載されている。道教においては修行者を道家というため、このようにして少林拳などを外家拳、自らの武術である太極拳法などを内家拳と称したといわれている。
中国の武当山には、現在も武当拳を練習して人々がいるが、その拳法は太極拳、形意拳、八卦掌とは異なっている。

## この記事全体の参照文献
- 武当山旅行経済特別区武術局サイト